# François Galderoux
François Joseph Galderoux, né le 24 octobre 1880 et décédé le 22 janvier 1969, fut un homme politique belge wallon.
Galderoux fut chef de gare.
Il fut élu sénateur provincial (1939-46) de la province de Luxembourg.

## Sources
- Bio sur ODIS